# Notiospathius niger
Notiospathius niger är en stekelart som beskrevs av Marsh 2002. Notiospathius niger ingår i släktet Notiospathius och familjen bracksteklar. Inga underarter finns listade i Catalogue of Life.